# Gustav Schönleber
Gustav Schönleber   (Bietigheim-Bissingen, 3 de desembre de 1851 - Karlsruhe, 1 de febrer de 1917) va ser un paisatgista alemany.
Va estudiar sota la direcció de Lier, a Múnic, i el 1881 va ser nomenat professor a l'escola de Belles Arts de Karlsruhe, on entre els seus alumnes va tenir la saxona Helene Marie Stromeyer. El 1891 va entrar a formar part de l'Acadèmia de Berlín, i va obtenir medalles a Berlín (1880 i 1889), Múnic (1888), Chicago (1893) i París (1900).
Figuren obres d'aquest artista als Museus següents:
- Berlín, Tempestat de tardor, Rapallo, i Enzweir prop de Besigheim';
- Wroclaw, Matí en la llacuna de Venècia, i Dic de Neckas prop de Besigheim;
- Colònia, Costa holandesa;
- Darmstadt, Marina;
- Dresden, Marea baixa i Penya-segat;
- Düsseldorf, Primers brots;
- Frankfurt, Vell Esseingen;
- Hamburg, Llacunes prop de Venècia;
- Leipzig, Barca de pesca en les llacunes de Venècia;
- Maguncia, Catedral i canal de Dordrecht;
- Múnic, Llogaret holandès i Punta de Madonetta;
- Stuttgart, Canal de Dordrecht i Primavera.

## Galeria d'imatges

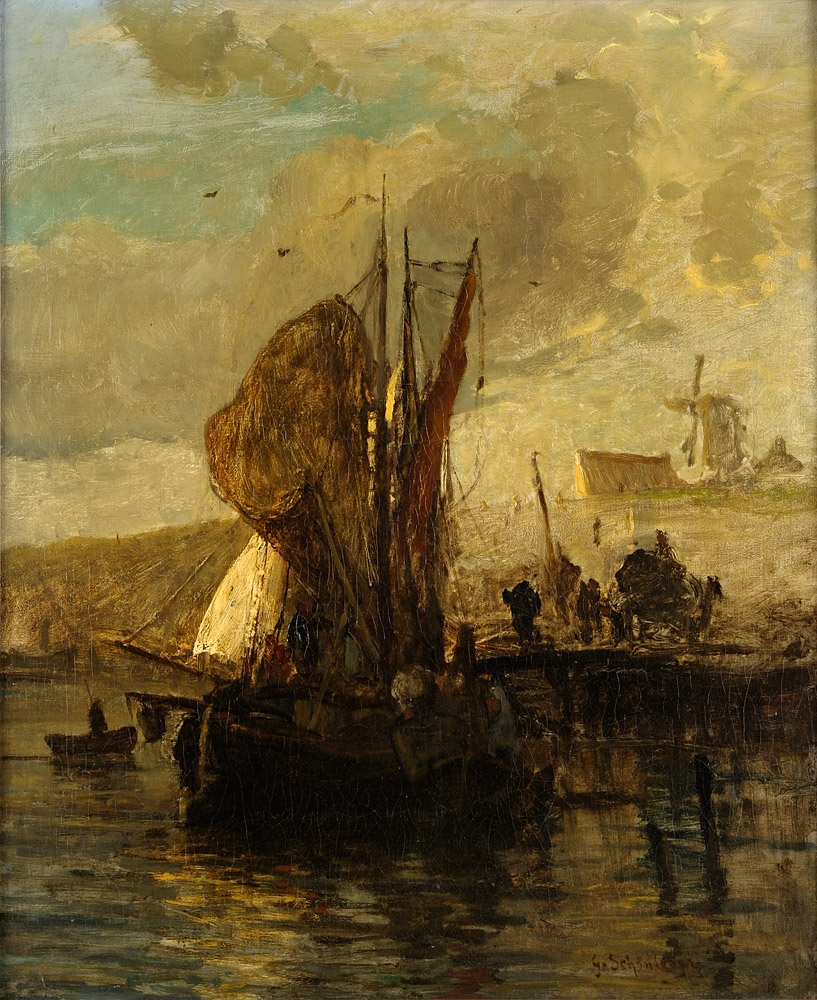
Port pesquer
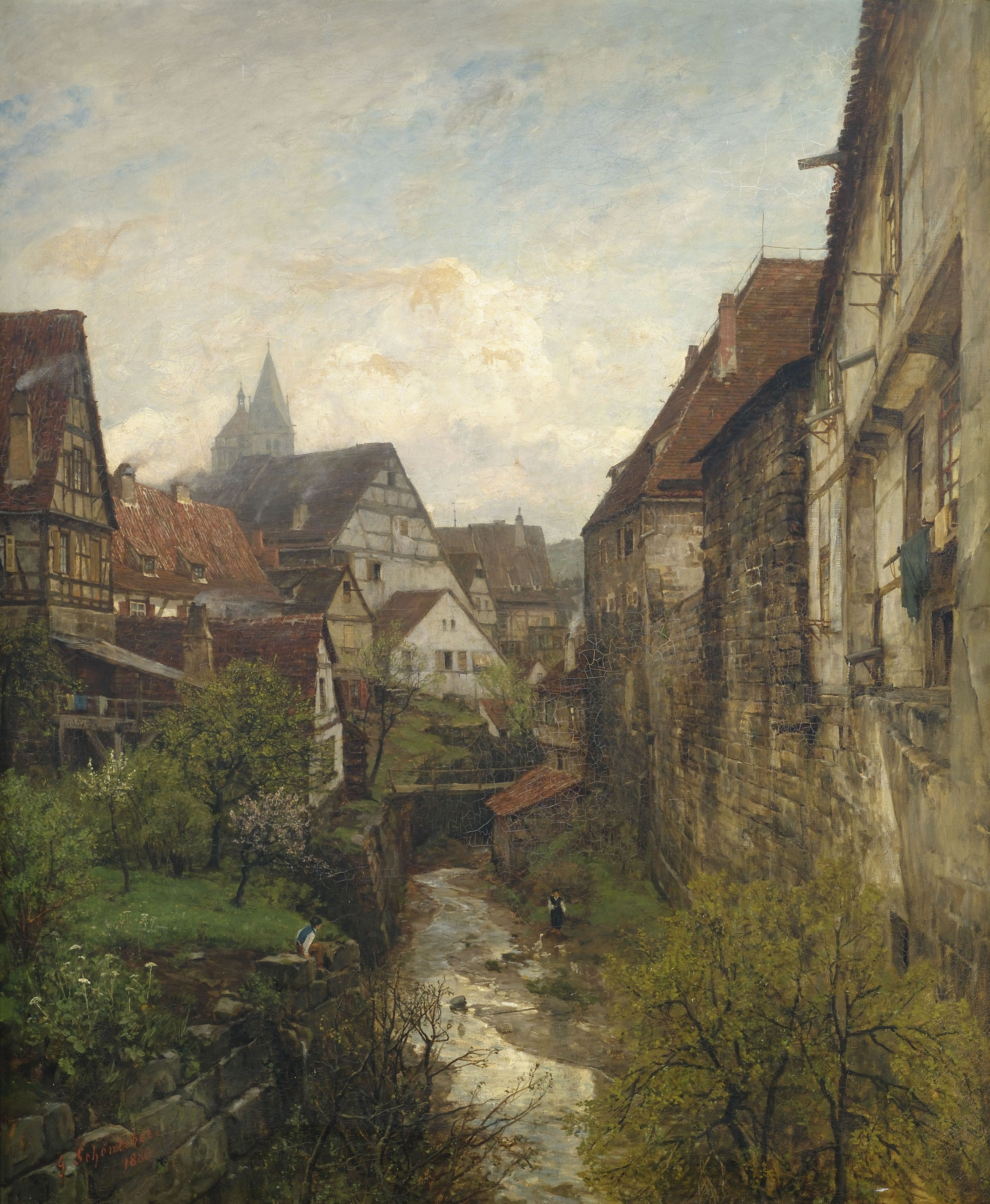
Vista de la vella vila de Esslingen
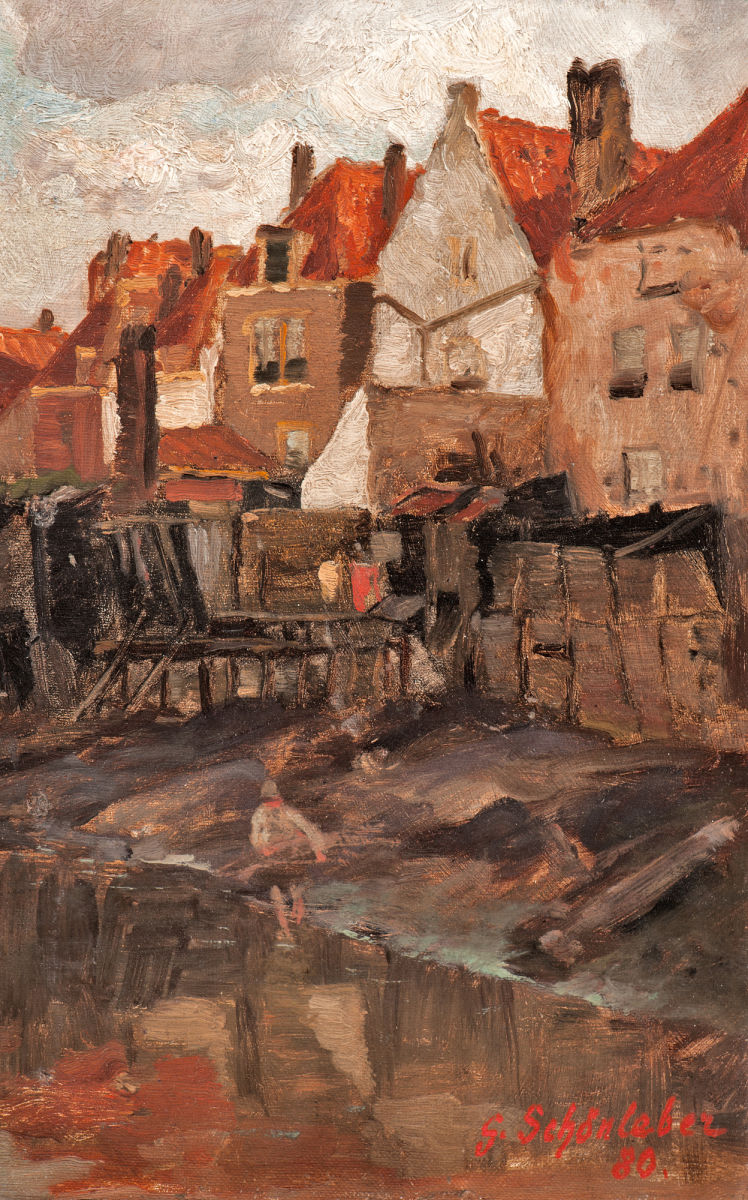
Vista de Vlissingen
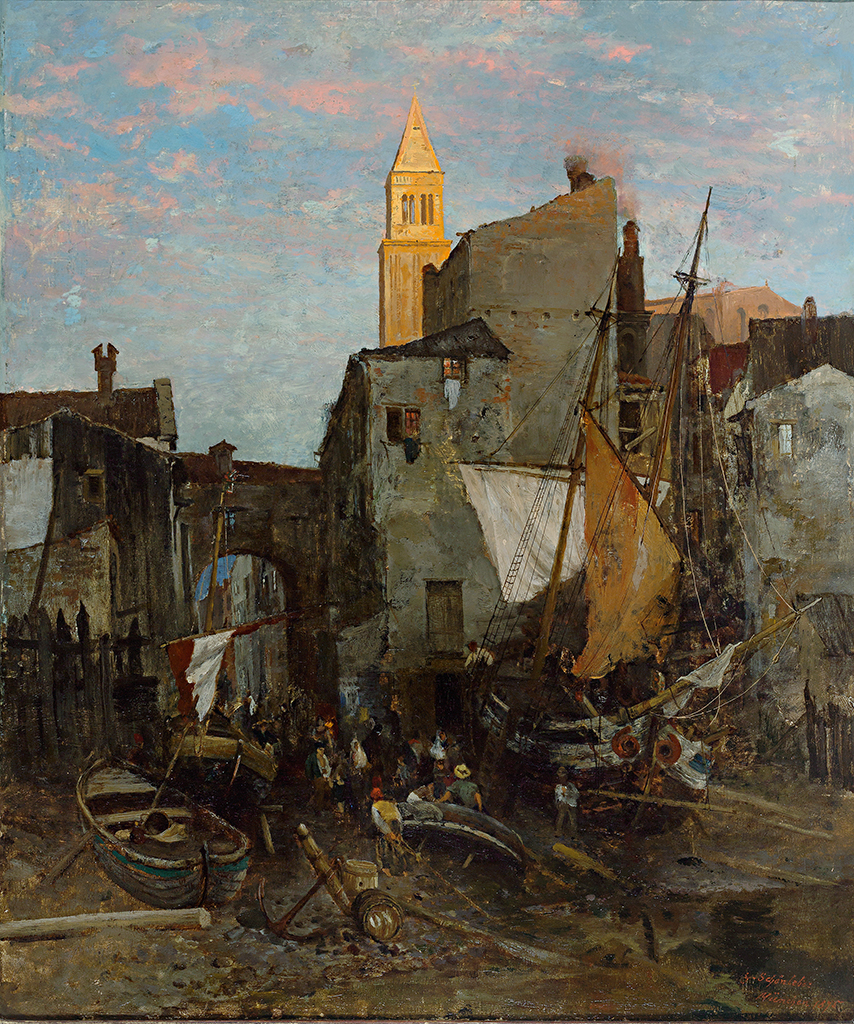
Marina a Venècia